# Касур (округ)
Касур (урду ضِلع قصُور‎, англ. Kasur District) — один из 36 округов пакистанской провинции Пенджаб. Административный центр — город Касур.

## География
Площадь округа — 3 995 км². На севере граничит с округами Нанкана-Сахиб и Лахор, на юге — с округом Окара, на востоке — с территорией Индии.

## Административно-территориальное деление
Округ делится на три техсила:
- Чуниан
- Касур
- Паттоки

и 113 союзных территорий.

## Население
По данным переписи 1998 года, население округа составляло 2 375 875 человек, из которых мужчины составляли 52,35 %, женщины — соответственно 47,65 %. Уровень грамотности населения (от 10 лет и старше) составлял 36,2 %. Уровень урбанизации — 22,83 %. Средняя плотность населения — 594,7 чел./км².